# Quyền ngoại trị
Liên quan tới luật quốc tế, quyền ngoại trị là quyền của người nước ngoài không phải chịu bị xét xử theo pháp luật của nước hiện đang ở, thường lấy được do hoạt động ngoại giao. Trước đây, gọi là trị ngoại pháp quyền.
Trước đây, nhà cầm quyền quyền đòi quyền cai quản người dân, quyền ngoại trị hầu hết trao cho một người. Nơi chốn cũng có thể có quyền ngoại trị, như toà đại sứ ở nước ngoài, căn cứ quân sự của nước ngoài hay văn phòng của Liên hợp quốc. Hiện nay, luật quốc tế thừa nhận quyền ngoại trị trong ba trường hợp: thân thể và đồ đạc của nguyên thủ nước ngoài, thân thể và đồ đạc của đại sứ và những nhà ngoại giao khác, và tàu thuyền trong vùng biển giữa các nước.

## Hình thức
Trong quá khứ, các nước thường khẳng định quyền làm chủ một người, gọi là quyền quản nhân. Một người mà đi nước khác thì phải tuân theo luật pháp của nước đó, dù cho không ở tại đó, gọi là quyền quản địa. Quyền ngoại trị bắt nguồn từ quyền quản nhân và quyền quản địa tác động lẫn nhau: thân phận quyết định hiệu lực của pháp luật, không là xứ sở.
Thời nay, quyền ngoại trị có nhiều kiểu. Phổ cập nhất là quyền ngoại trị ngoại giao, các nhà ngoại giao và đồ đạc của họ không dưới quyền pháp luật của nước hiện đang ở, mà pháp luật của nước quốc tịch.
Nhiều nước viện dẫn học thuyết quyền xét xử tuyệt đối để khẳng định quyền khởi tố lính nước ngoài và những người xâm phạm quyền con người, bất chấp quốc tịch hay nơi phạm tội. Một số nước cũng khẳng định quyền khởi tố công dân. Ví dụ: Trung Quốc khẳng định quyền khởi tố công dân Trung Quốc phạm tội ở nước ngoài và Canada sẽ khởi tố người Canada ngược đãi tình dục trẻ chưa thành niên ở bất cứ nơi nào trên thế giới.
Một vài nước nhường quyền quản hạt những căn cứ quân sự nước ngoài hay bến cảng cho những nước khác. Ví dụ: Nhật Bản nhường căn cứ quân sự của Hoa Kỳ ở Okinawa cho toà quân sự Hoa Kỳ theo thoả thuận về quy chế lực lượng song phương.
Luật biển quy định tàu thuyền trong vùng biển giữa các nước ở dưới quyền của pháp luật nước ghi tên tàu, có thể xem là một kiểu quyền ngoại trị.

## Những trường hợp lịch sử

### Thế kỉ 14
Thế kỉ 13 và 14, ba hải quốc Ý Genova, Venezia, Pisa giành được quyền ngoại trị cho các lái buôn của họ ở thủ đô Byzantine Constantinopolis, Ai Cập, và các nước Bắc Phi.

### Đế quốc Osman
Từ thế kỉ 16 đến đầu thế kỉ 19, các đế quốc châu Âu mở rộng lãnh thổ, pháp luật Osman nhường chỗ cho đặc quyền của các nước phương Tây. Người châu Âu kinh doanh và buôn bán trong nước không phải tuân theo pháp luật Osman như các thần dân. Các nước mạnh thiết lập chế độ pháp luật riêng cho dân của họ ở nước ngoài.
Năm 1923, Thổ Nhĩ Kỳ kí Hoà ước Lausanne, bãi bỏ quyền ngoại trị. Năm 1949, Ai Cập bỏ quyền ngoại trị trong Công ước Montreux.

### Ấn Độ thuộc Anh
Chiến tranh thế giới thứ hai, binh sĩ của quân Đồng minh ở Ấn Độ sinh hoạt theo bộ luật quân sự riêng, của Quân đội Hoa Kỳ thì hoàn toàn chịu quyền của pháp luật họ, ngay cả trong việc hình sự.

### Hoa Kỳ
Hoa Kỳ từng thoả thuận thiết lập quyền ngoại trị với 15 nước không có luật lệ kiểu phương Tây: Algeria, Borneo, Trung Quốc, Ai Cập, Iran, Nhật Bản, Triều Tiên, Libya, Madagascar, Morocco, Samoa, Tanzania, Thái Lan, Tunisia và Đế quốc Osman. Binh lính và dân thường Hoa Kỳ làm việc ở các căn cứ quân sự ở nước ngoài thường chỉ có thể bị quân đội Hoa Kỳ xét xử theo thoả thuận về quy chế lực lượng song phương.

### Đông Á
Ở Đông Á, quyền ngoại trị được lập ra ở Trung Quốc, Nhật Bản, và Xiêm La vào thế kỉ 19. Tuy nhiên, các nước Đông Á đã khẳng định quyền làm chủ trước đây.

#### Trung Quốc

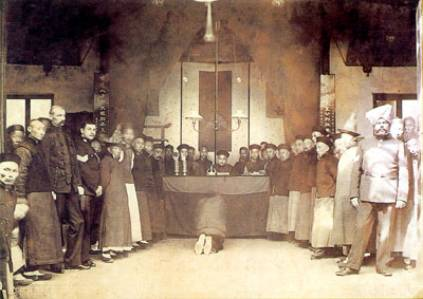
Phiên của Sở Hội thẩm ở Thượng Hải, vào khoảng năm 1905

Nền móng của chế độ quyền ngoại trị vốn có ở Trung Quốc. Nhà Thanh đối xử khác giữa người Hán và người Mãn Châu dựa trên thân phận của thần dân. Ví dụ: giới cầm quyền Mãn Châu có các đặc quyền pháp luật, nằm ngoài quyền hạn của các quan địa phương người Hán.
Trước khi Trung Quốc kí Hoà ước Nam Kinh, chấm dứt Chiến tranh thuốc Phiện thứ nhất vào năm 1842 thì các thương gia nước ngoài không tán thành luật lệ nhà Thanh. Thương gia Anh chê pháp luật nhà Thanh hay áp đặt trách nhiệm tập thể và phản đối toà án nhà Thanh phạt chết tội ngộ sát. Ví dụ: năm 1784, một pháo thủ người Anh bị xử tử vì vô tình giết một người Trung Quốc. Về sau, Công ty Đông Ấn thường đưa biến người Anh đi trước khi các quan chức nhà Thanh kịp phản ứng.
Trung Quốc hay trao quyền ngoại trị cho nước ngoài. Thập kỉ 1830, triều đình nhà Thanh kí hiệp ước với Hãn quốc Khoqand, cấp các đặc quyền ngoại trị cho thương nhân của họ. Nhà Thanh hiếm khi đòi xét xử người nước ngoài theo pháp luật quốc gia, trong gần như mọi trường hợp giao việc trừng phạt cho chính quyền nước ngoài, trừ các vụ giết người ra.
Lúc đàm phán Hoà ước Nam Kinh thì nhà Thanh sẵn lòng tiếp tục cho quyền ngoại trị. Cassel viết rằng Kì Anh sẵn sàng nhường các đặc quyền ngoại trị cho Anh khi trao đổi với đại diện toàn quyền Pottinger vào lúc kí hiệp ước. Chỗ đứng của Kì Anh phù hợp với quan điểm của nhà Thanh bấy giờ, chủ quyền áp đặt trên thần dân, không là nơi chốn.
Năm 1843, Anh và Trung Quốc kí Điều ước Hổ Môn, chính thức thừa nhận quyền ngoại trị. Bản hiệp ước quy định, người Anh sẽ bị phạt theo luật Anh, người Trung Quốc theo luật Trung Quốc. Tuy nhiên, người Anh chỉ có quyền ngoại trị ở thương cảng, vì người nước ngoài không được vào nội địa Trung Quốc.
Triều đình ra lệnh cấp đặc quyền ngoại trị cho hầu hết các nước phương Tây. Những nước khác muốn có bảo chứng. Ví dụ: Điều ước Vọng Hạ năm 1844 giữa Trung Quốc và Hoa Kỳ quy định ở điều 21 rằng thần dân Trung Quốc mà phạm tội nguy hại công dân Hoa Kỳ thì sẽ bị xử theo luật Trung Quốc, công dân Hoa Kỳ mà phạm tội ở Trung Quốc thì sẽ bị lãnh sự hay công chức Hoa Kỳ khác xử theo luật Hoa Kỳ.
Hiệp ước Vọng Hạ không cho người Hoa Kỳ buôn bán thuốc phiện được ngoại trị và cho phép chính phủ Trung Quốc tịch thu tàu thuyền Hoa Kỳ buôn bán bên ngoài các thương cảng. Pháp cũng đòi Trung Quốc bảo đảm người Pháp, kí Điều ước Hoàng Phố, lần đầu phân biệt luật nhà Thanh thành luật hình sự, luật dân sự, và giành được sự bảo vệ của pháp luật Trung Quốc cho người Pháp bên ngoài các tô giới.
Năm 1858, nhà Thanh và Anh kí Điều ước Thiên Tân, chấm dứt Chiến tranh thuốc Phiện thứ hai, mở rộng quyền của người phương Tây ở Trung Quốc. Nay, họ được vào nội địa nếu có sổ thông hành. Tuy nhiên, vẫn không được mang quyền ngoại trị đi ra các cảng buôn bán. Hiệp ước buộc nhà Thanh trao các đặc quyền của Anh cho những cường quốc phương Tây khác. Năm 1868, hai bên đàm phán lại hiệp ước, giới thương gia Anh đòi bãi bỏ các hạn chế đi lại trong nội địa Trung Quốc. Nhà Thanh không chịu, trừ phi bỏ luôn quyền ngoại trị. Sau cùng, nhà Thanh không nhường bước, không cho người nước ngoài mang các đặc quyền ngoại trị vào nội địa.
Không chỉ có các nước phương Tây lập ra quyền ngoại trị. Năm 1871, Trung Quốc và Nhật Bản kí hiệp ước, trao nhau quyền ngoại trị. Trung Quốc và Triều Tiên cho nhau quyền ngoại trị. Tuy nhiên, Trung Quốc phải từ bỏ quyền ngoại trị ở Nhật Bản sau khi kí Điều ước Mã Quan vào năm 1895, chấm dứt Chiến tranh Trung-Nhật thứ nhất, nhưng Nhật Bản giữ được đặc quyền ở Trung Quốc.

##### Sở Hội thẩm
Sau năm 1842, Thượng Hải là cảng buôn bán quan trọng nhất, thi hành chặt chẽ nhất các điều khoản hiệp ước không rõ ràng về quyền ngoại trị. Có hai toà chuyên xét xử các vụ quyền ngoại trị là Sở Hội thẩm Thượng Hải và Toà án Cao nhất tại Hoa của Anh. Những nước kí hiệp ước khác cũng lập toà riêng, như Toà án Trung vụ của Hoa Kỳ. Các toà nước ngoài có quyền xét xử các vụ bên trong tô giới, chính thức vẫn dưới chủ quyền của nhà Thanh. Ban đầu, người Trung Quốc mà phạm tội bên trong tô giới thì được gửi trả về chính quyền Trung Quốc.

##### Quyền ngoại trị kết thúc
Đầu thế kỉ 20, một số cường quốc phương Tây thấy Trung Quốc tiến hành cải cách pháp luật, bắt đầu suy xét từ bỏ các quyền ngoại trị. Ví dụ: điều 12 Hiệp ước Mackay năm 1902 giữa Trung Quốc và Anh quy định rằng Anh sẽ từ bỏ quyền ngoại trị nếu cảm thấy hài lòng với "luật lệ Trung Quốc, cách thi hành chúng, và những vấn đề khác".
Nhà Thanh không phân biệt hình sự và dân sự trong pháp luật, cho nên mặc dù cố gắng cải cách pháp luật một cách nghiêm túc trong thập kỉ cuối cùng của vương triều, vẫn không thực sự giải quyết được vấn đề thiếu luật lệ về hợp đồng, mậu dịch hay buôn bán.
Sau khi chính quyền Trung Quốc sụp đổ vào năm 1911 thì quyền bổ nhiệm các thẩm phán người Trung Quốc của Sở Hội thẩm trao cho các cường quốc phương Tây, tức là tất cả cư dân của Tô giới chung Thượng Hải nay nằm dưới quyền nước ngoài. Giữa thập kỉ 20, Đảng Quốc dân thực hiện Bắc phạt thành công, thống nhất lại Trung Quốc, củng cố chính quyền, khiến cho nhiều nước mau từ bỏ các cảng buôn bán nhỏ. Tuy nhiên, các cường quốc đính ước không chịu từ bỏ Thượng Hải hay các đặc quyền bên trong, vẫn là trung tâm kinh tế và thương cảng chính. Năm 1925, cảnh sát Thượng Hải và những người biểu tình thân Đảng Quốc dân ẩu đả nhau, chính phủ Trung Quốc quyết định không thi hành phán quyết của Sở Hội thẩm nữa; năm 1927, một toà địa phương dưới quyền Trung Quốc được thành lập thay thế sở.
Năm 1921, ở Hội nghị Hải quân Washington, tám nước ngoài cùng Trung Quốc kí Công ước chín nước. Các nước ngoài đồng ý bỏ quyền ngoại trị sau khi Trung Quốc thiết lập hệ thống luật pháp thoả đáng. Năm 1926, một uỷ ban được thành lập, ra bản báo cáo chi tiết bao gồm kết quả điều tra và khuyến nghị về pháp chế Trung Quốc.
Thế kỉ 20, người bên ngoài ngành ngoại giao mất quyền ngoại trị ở Trung Quốc. Năm 1917, Đức và Áo-Hung mất quyền sau khi Trung Quốc gia nhập phe Đồng Minh trong Chiến tranh thế giới thứ nhất. Liên Xô một mặt bí mật thoả thuận với Trung Quốc được giữ đặc quyền đến năm 1960, một mặt công khai tuyên bố rằng đã từ bỏ vào năm 1924.
Năm 1929, chính phủ Đảng Quốc dân tuyên bố chính sách chấm dứt quyền ngoại trị. Anh là nước có quyền ngoại trị nhiều nhất, khư khư giữ đặc quyền, khiến cho việc đàm phán trì trệ. Năm 1937, Nhật Bản xâm lược Trung Quốc, chiếm giữ Thượng Hải và các cảng buôn bán chính, quyền ngoại trị kết thúc. Cuối năm 1941, Anh và Hoa Kỳ tuyên chiến Nhật Bản, trở thành nước đồng minh chính thức của Trung Quốc. Khó để vừa làm bạn đồng minh, vừa không phải tuân theo pháp luật của nước đó. Năm 1943, cả Hoa Kỳ lẫn Anh đều kí hiệp ước mới, từ bỏ quyền ngoại trị. Những nước khác nhanh chóng làm theo.
Tinh trạng quyền ngoại trị ở Trung Quốc của các nước (năm 1937)
| Đã mất                                                    | Không có đặc quyền ngoại trị                                                                | Sẽ từ bỏ các đặc quyền "khi mọi nước khác đã làm vậy" | Vẫn còn                                                   |
| --------------------------------------------------------- | ------------------------------------------------------------------------------------------- | ----------------------------------------------------- | --------------------------------------------------------- |
| Đức Áo-Hung Hungary Mexico (mất vào năm 1928) Tây Ban Nha | Bolivia Chile Tiệp Khắc Phần Lan Hy Lạp Iran Ba Lan Thổ Nhĩ Kỳ Cuba Uruguay Panama Bulgaria | Bỉ Ý Đan Mạch Bồ Đào Nha Na Uy Thụy Điển Thụy Sĩ      | Brazil Pháp Vương quốc Anh Nhật Bản Hà Lan Hoa Kỳ Liên Xô |

##### Ảnh hưởng
Hiện nay, chỗ đứng của Trung Quốc về chủ quyền vẫn chịu ảnh hưởng của quyền ngoại trị. Cassel nhận định, "quyền ngoại trị khiến cho nhiều nhà hoạch định chính sách ở Trung Quốc đại lục rất nghi ngờ luật quốc tế, các tổ chức quốc tế, và gần đây là nhân quyền". Hiến pháp Trung Quốc quy định rõ ràng rằng người nước ngoài phải tuân theo luật pháp Trung Quốc. Chính phủ Trung Quốc khẳng định quyền khởi tố công dân Trung Quốc phạm tội ở nước ngoài, ngay cả khi hắn đã bị trừng phạt.

#### Nhật Bản
Năm 1858, Nhật Bản thừa nhận quyền ngoại trị trong các hiệp ước với Hoa Kỳ, Anh, Pháp, Hà Lan, và Nga. Năm 1873, nhiều hiệp ước thương mại mở rộng các bảo đảm ngoại trị ở Nhật Bản đến những nước khác, bao gồm cả Peru. Hầu hết các nước có quyền ngoại trị xét xử công dân của họ thông qua các toà án lãnh sự.
Năm 1887, chỉ có 2.389 người nước ngoài không là người Trung Quốc sống ở Nhật Bản, bị hạn chế đi lại nghiêm ngặt. Ngược lại với ở Trung Quốc, người nước ngoài ở Nhật Bản không thể phạm tội mà không bị phạt. Tuy nhiên, Nhật Bản muốn diệt bỏ mọi quyền nước ngoài trong nước và cải cách luật lệ dựa trên pháp chế của các nước đó, vẫn cố gắng bãi bỏ quyền ngoại trị.
Sau khi thuyết phục được các cường quốc phương Tây rằng hệ thống luật pháp trong nước "đủ hiện đại" thì Nhật Bản kí hiệp ước với Anh, làm địa vị hai nước bằng nhau. Hiệp ước quy định Anh sẽ từ bỏ các đặc quyền ngoại trị ở Nhật Bản trong vòng 5 năm. Cùng lúc, Nhật Bản kí các hiệp ước giống vậy với những cường quốc ngoại trị khác. Năm 1899, các hiệp ước này có hiệu lực, chấm dứt quyền ngoại trị ở Nhật Bản.
Sau Chiến tranh thế giới thứ hai, Nhật Bản trở thành nước đồng minh của Hoa Kỳ, kí các hiệp ước, trao đặc quyền ngoại trị cho quân nhân Hoa Kỳ ở các căn cứ của Hoa Kỳ tại Okinawa.

#### Xiêm La
Năm 1855, Vua Mongkut kí Hiệp ước Bowring, trao quyền ngoại trị cho Anh. Trong bức thư gửi anh em họ đề ngày 6 tháng 9 năm 1860, ngài Robert Hermann Schomburgk kể lại việc đào tạo tư pháp và trách nhiệm làm Tổng lãnh sự của Anh ở Xiêm La như xét xử các vụ ngoại trị. Về sau, Xiêm La kí các hiệp ước không bình đẳng với 13 nước châu Âu khác và Nhật Bản.
Từ năm 1925 đến 1926, Xiêm La sửa lại các hiệp ước, chấm dứt chế độ xét xử lãnh sự. Nay công dân của các nước đính ước sẽ thuộc thẩm quyền của các toà án Xiêm sau 5 năm kể từ ngày các bộ luật mới được ban hành. Năm 1930, không còn quyền ngoại trị. Năm 1932, chuyên chế quân chủ bị lật đổ, chế độ quân chủ lập hiến mới ban hành luật lệ mới, dẫn tới Xiêm La kí các hiệp ước mới vào năm 1937 và năm 1938, huỷ bỏ hoàn toàn các quyền ngoại trị.
Huỷ bỏ quyền ngoại trị ở Xiêm La
| Huỷ bỏ vào 1917 | Huỷ bỏ vào 1937–38                                                                                     |
| --------------- | --- |
| Đức Áo-Hung     | Thụy Sĩ Bỉ Luxembourg Đan Mạch Thụy Điển Hoa Kỳ Na Uy Vương quốc Anh Ý Pháp Nhật Bản Hà Lan Bồ Đào Nha |

## Hiện nay
Phái đoàn ngoại giao ở nước thường không được ngoại trị hoàn toàn và không là lãnh thổ của nước được đại diện.

### Những nước nhường một số quyền kiểm soát
Những nước nhường lại một số quyền kiểm soát lãnh thổ của họ, nhưng không nhường chủ quyền bao gồm:
- Đài pháo thánh Angelo ở Malta[57] (chỉ một phần)
- Trụ sở Tổ chức Hàng hải Quốc tế ở Luân Đôn[58]
- Căn cứ Không quân Khmeimim ở Syria, Không quân Nga thuê trong kì hạn 49 năm, Nga có quyền xét xử nhân viên và các vụ trong căn cứ[59][60]

### Những trường hợp trong nước
Một nước có thể có nhiều pháp chế. Những trường hợp trong nước bao gồm:
- Bến vịnh Thâm Quyến ở Thâm Quyến, Quảng Đông, có một khu cho Hồng Kông thuê và thi hành pháp luật Hồng Kông. Hồng Kông có pháp chế thông luật, đại lục Trung Quốc có pháp chế dân luật.[61]
- Khuôn viên Hoành Cầm của Trường đại học Ma Cao ở Châu Hải, Quảng Đông, thi hành pháp luật Ma Cao, giống như trường hợp Hồng Kông[62]